# ماشین‌ها (فیلم)
ماشین‌ها (به انگلیسی: Cars) فیلمی پویانمایی کمدی ورزشی آمریکایی محصول سال ۲۰۰۶ است که توسط استودیوی پویانمایی پیکسار برای والت دیزنی پیکچرز ساخته شده است. این فیلم توسط جان لستر با همکاری جو رنفت (تنها تلاش کارگردانی او) کارگردانی، توسط دارلا کی. اندرسون تهیه و توسط لستر، رنفت، دن فوگلمن، کیل مورای، فیل لورین و یورگن کلوبین بر اساس داستانی توسط لستر، رنفت و کلوبین نوشته شده است. اوون ویلسون، پل نیومن (در آخرین نقش صداپیشگی‌اش در یک فیلم سینمایی)، بانی هانت، لری د کیبل گای، تونی شالهوب، چیچ مارین، مایکل والیس، جرج کارلین، پال دولی، جنیفر لوئیس، گیدو کوارونی، مایکل کیتون، کاترین هلموند، جان راتزنبرگر و ریچارد پتی به عنوان صداپیشه حضور دارند، در حالی که دیل ارنهارت جونیور (در نقش «جونیور»)، ماریو اندرتی، میشائیل شوماخر و جی لنو (در نقش «جی لیمو») که از علاقه‌مندان به خودرو است، در نقش‌های خودشان صداپیشگی می‌کنند.
داستان فیلم در دنیایی که تماماً توسط وسایل نقلیه انسان‌واره پر شده است، روایت می‌شود. این فیلم ماجرای یک ماشین مسابقه جوان و خودشیفته به نام لایتنینگ مک‌کوئین را دنبال می‌کند که در راه مهم‌ترین مسابقه زندگی‌اش، در شهری فراموش‌شده در مسیر جاده ۶۶ ایالات متحده به نام رادیاتور اسپرینگز سرگردان می‌شود. او در این شهر درس‌هایی دربارهٔ دوستی می‌آموزد و اولویت‌های زندگی‌اش را بازنگری می‌کند.
توسعه ماشین‌ها در سال ۱۹۹۸، پس از اتمام تولید زندگی یک حشره آغاز شد. در ابتدا یک فیلم‌نامه جدید با عنوان ماشین زرد وجود داشت که دربارهٔ یک ماشین برقی بود که در دنیایی پر از ماشین‌های بنزین‌سوز زندگی می‌کرد و کلو‌بین نویسنده آن بود. اعلام شد که تهیه‌کنندگان موافقت کرده‌اند که این فیلم می‌تواند پروژه بعدی پیکسار پس از زندگی یک حشره باشد و برای اکران در سال ۱۹۹۹، به ویژه حدود ۴ ژوئن، برنامه‌ریزی شده بود؛ اما این ایده بعداً به نفع داستان اسباب‌بازی ۲ کنار گذاشته شد. کمی پس از آن، تولید با تغییرات عمده در فیلم‌نامه از سر گرفته شد. این فیلم از تجربیات لستر در یک سفر جاده‌ای بین‌شهری الهام گرفته شده است. رندی نیومن آهنگسازی موسیقی متن فیلم را بر عهده داشت، در حالی که هنرمندانی مانند شریل کرو، راسکال فلتز، جان میر و برد پیزلی در ساخت موسیقی متن فیلم مشارکت داشتند. ماشین‌ها در نهایت آخرین فیلمی بود که پیکسار به طور مستقل پس از خرید آن توسط دیزنی در ژانویه ۲۰۰۶ تولید کرد.
ماشین‌ها در ۲۶ مه ۲۰۰۶ در پیست لوز موتور واقع در کنکورد، کارولینای شمالی به نمایش درآمد و در ۹ ژوئن همان سال به صورت گسترده در سینماهای ایالات متحده اکران شد. این فیلم با استقبال عمومی خوب و موفقیت تجاری همراه بود و در مجموع ۴۶۲ میلیون دلار در سراسر جهان فروش داشت، در حالی که بودجه ساخت آن ۱۲۰ میلیون دلار بود. ماشین‌ها به ششمین فیلم پرفروش سال ۲۰۰۶ تبدیل شد. این فیلم دو نامزدی در هفتاد و نهمین دوره جوایز اسکار، از جمله نامزدی بهترین پویانمایی بلند، دریافت کرد اما رقابت را به خوش‌قدم واگذار کرد (با این حال موفق شد جایزه آنی بهترین فیلم پویانمایی و جایزه گلدن گلوب بهترین فیلم بلند پویانمایی را از آن خود کند). این فیلم در ۷ نوامبر ۲۰۰۶ بر روی دی‌وی‌دی، در ۱۹ فوریه ۲۰۰۷ به تعداد محدود بر روی وی‌اچ‌اس، و در ۶ نوامبر ۲۰۰۷ بر روی بلوری منتشر شد. این فیلم در اکران سینمایی و انتشار در رسانه‌های خانگی، با پویانمایی کوتاه گروه موسیقی یک‌نفره همراه بود. این فیلم به یاد رنفت، که در طول تولید فیلم در یک تصادف رانندگی درگذشت، تقدیم شد.
موفقیت ماشین‌ها به آغاز یک فرنچایز چندرسانه‌ای منجر شد که شامل دو دنباله به نام‌های ماشین‌ها ۲ (۲۰۱۱) و ماشین‌ها ۳ (۲۰۱۷)، و همچنین دو فیلم اسپین‌آف تولید شده توسط دیزنی‌تون استودیوز به نام‌های هواپیماها (۲۰۱۳) و هواپیماها: حریق و نجات (۲۰۱۴) می‌شود.

## داستان
در جهانی پر از وسایل نقلیه انسان‌واره، مسابقه دیناکو ۴۰۰ آخرین رویداد فصل برای سری مسابقات جام پیستون استاک‌کار است. این مسابقه رقابتی شدید را بین سه شرکت‌کننده اصلی به اوج خود می‌رساند: استریپ «کینگ» وِذرز: قهرمان هفت دوره و در آستانه بازنشستگی، چیک هیکس: رقیب همیشگی و نفر دوم که برای پیش افتادن به مانورهای پیت مکرر متوسل شده است، لایتنینگ مک‌کوئین: تازه‌کار با استعداد اما مغرور. این سه رقیب برای کسب بیشترین امتیاز با هم مساوی هستند. لایتنینگ که ناامیدانه به دنبال رهایی از اسپانسری کم‌جلوه راست-ایز و پیوستن به اسپانسری معتبر دیناکو است، و همچنین می‌خواهد اولین تازه‌کار برنده جام شود، به دلیل خودمحوری‌اش با کار تیمی مشکل دارد. در طول مسابقه، لایتنینگ از تعویض لاستیک‌هایش خودداری می‌کند، که باعث می‌شود پس از به دست آوردن یک برتری قاطع، لاستیک‌های عقبش پنچر شوند. مسابقه با یک تساوی سه‌جانبه بین این سه رقیب به پایان می‌رسد و صحنه را برای یک مسابقه سرنوشت‌ساز در پیست بین‌المللی لس آنجلس در یک هفته آینده آماده می‌کند.
پس از مسابقه، لایتنینگ با عجله و در دل شب، سوار بر کامیون حمل و نقل خود، مک، در بزرگراه میان‌ایالتی به سمت کالیفرنیا می‌رود. چیک او را به مسابقه تا کالیفرنیا ترغیب می‌کند و لایتنینگ، مک را تحت فشار قرار می‌دهد تا بدون توقف رانندگی کند. این موضوع باعث می‌شود مک در نهایت در بزرگراه به خواب برود. در نتیجه، درب تریلر باز می‌شود و لایتنینگ به بیرون می‌لغزد. در تلاش برای رسیدن دوباره به مک، لایتنینگ تنها و سرگردان در شهر فراموش‌شده رادیاتور اسپرینگز در آریزونا، که در کنار باقی‌مانده‌ای از جاده ۶۶ قرار دارد، به خود می‌آید. در آنجا، او ناخواسته به جاده اصلی آسیب می‌رساند و این موضوع منجر به دستگیری‌اش می‌شود. با اینکه داک هادسون، قاضی شهر که به دلیل مسابقه‌ای بودن لایتنینگ نسبت به او پیش‌داوری دارد، سعی می‌کند او را از شهر دور کند، اما سالی کاررا، وکیل محلی، افکار عمومی را برانگیخته و باعث می‌شود لایتنینگ به خدمات اجتماعی محکوم شود: بازسازی جاده تحت نظارت ماتر، یک کامیون یدک‌کش زنگ‌زده.
لایتنینگ که برای رفتن عجله دارد، جاده را با بی‌دقتی ترمیم می‌کند. در نتیجه، داک او را به مسابقه‌ای برای کسب آزادی‌اش دعوت می‌کند، با این شرط که اگر لایتنینگ ببازد، باید کار را از نو شروع کند. لایتنینگ مغرور، در یک پیچ کنترل خود را از دست می‌دهد و به بوته‌های کاکتوس برخورد می‌کند. به مرور زمان، لایتنینگ با ماتر و سالی صمیمی می‌شود و با آن‌ها دوست می‌شود. او و سالی به یکدیگر علاقه پیدا می‌کنند و لایتنینگ از رؤیای سالی برای احیای رادیاتور اسپرینگز باخبر می‌شود. این شهر زمانی یک جاذبه پررونق برای رانندگان در جاده ۶۶ بود، اما با ساخت بزرگراه میان‌ایالتی ۴۰، تمام ترافیک تجاری خود را از دست داد. لایتنینگ همچنین کشف می‌کند که داک تلخ و گوشه‌گیر، که نسبت به گذشته‌اش سکوت کرده بود، زمانی با نام افسانه‌ای هادسون هورنت مسابقه می‌داده و سه جام پیستون متوالی را برده بود. اما یک تصادف فاجعه‌بار باعث شد که اسپانسرهایش او را کنار بگذارند و از مسابقات کنار بکشد.
لایتنینگ کار ترمیم جاده را به پایان می‌رساند، اما تصمیم می‌گیرد یک روز دیگر را در رادیاتور اسپرینگز بگذراند و به کسب‌وکارهای محلی کمک کند. با این حال، داک محل اختفای لایتنینگ را به رسانه‌ها اطلاع می‌دهد و آن‌ها به همراه مک به شهر هجوم می‌آورند و لایتنینگ را مجبور می‌کنند تا برای رسیدن به موقع به مسابقه، شهر را ترک کند. داک پس از دیدن ناامیدی ساکنان از رفتن لایتنینگ، از کرده خود پشیمان می‌شود. در مسابقه، لایتنینگ ابتدا به دلیل دلتنگی برای سالی حواسش پرت می‌شود و با مشکل روبرو می‌شود، اما با ورود برخی از دوستانش از رادیاتور اسپرینگز که به کمکش در پیت می‌آیند، روحیه‌اش بالا می‌رود. با داک که اکنون به عنوان سرپرست تیم او عمل می‌کند، لایتنینگ دوباره با اختلاف زیادی پیشتاز می‌شود. با این حال، چیک عمداً به کینگ آسیب می‌رساند و او را قادر به ادامه مسابقه نمی‌کند. لایتنینگ که تصادف داک را به یاد می‌آورد، درست قبل از خط پایان متوقف می‌شود، به چیک اجازه می‌دهد تا برنده شود و کینگ را از خط پایان عبور می‌دهد تا او آخرین مسابقه‌اش را به پایان برساند.
تماشاگران و رسانه‌ها پیروزی چیک را محکوم می‌کنند و یکپارچگی و روحیه ورزشی لایتنینگ را ستایش می‌کنند. به لایتنینگ اسپانسری دیناکو پیشنهاد می‌شود، اما او به دلیل وفاداری تازه‌ای که به راست-ایز پیدا کرده، آن را رد می‌کند. او به رادیاتور اسپرینگز بازمی‌گردد، با سالی دوباره دیدار می‌کند و قصد خود را برای تأسیس مقر مسابقه خود در آنجا اعلام می‌کند و به این ترتیب شهر را دوباره زنده می‌کند.

## صداپیشگان
| صداپیشگان      | نقش                  |
| -------------- | -------------------- |
| اوون ویلسون    | لایتنینگ مک‌کوئین     |
| لری د کیبل گای | ماتر                 |
| بانی هانت      | سالی کاررا           |
| پل نیومن       | دکتر هادسن هورنت     |
| مایکل کیتون    | چیک هیکس             |
| تونی شالهوب    | لوئیجی               |
| چیچ مارین      | رامون                |
| جرج کارلین     | فیلمور               |
| جنیفر لوئیس    | فلو                  |
| کاترین هلموند  | لیزی                 |
| جان راتزنبرگر  | مک                   |
| جو رنفت        | قرمز                 |
| میشائیل شوماخر | میشائیل شوماخر فراری |
| ماریو اندرتی   | ماریو اندرتی         |
| جی لنو         | جی لایمو             |

## تولید

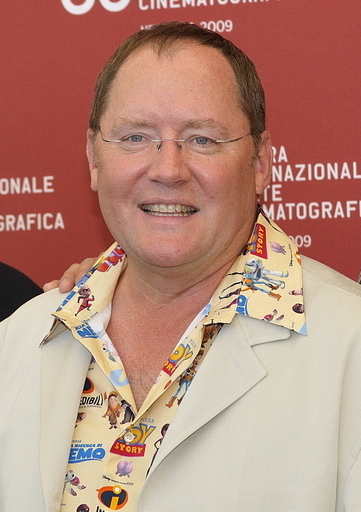
نویسنده و کارگردان جان لستر در ۲۰۰۹

توسعه ماشین‌ها در سال ۱۹۹۸، زمانی آغاز شد که پیکسار تولید زندگی یک حشره را به پایان رساند. در آن زمان، یورگن کلوبین شروع به نوشتن فیلم‌نامه جدیدی به نام ماشین زرد کرد. این فیلم‌نامه درباره یک ماشین برقی بود که در جهانی پر از ماشین‌های بنزین‌سوز زندگی می‌کرد و از جوجه‌اردک زشت الهام گرفته شده بود. این ایده پس از استقبال ضعیف هموطنان کلوبین از خودروی مینی-ال به ذهن او خطور کرد. برخی از طراحی‌ها و شخصیت‌های اولیه در سال ۱۹۹۸ توسعه یافتند و تهیه‌کنندگان موافقت کردند که ماشین‌ها می‌تواند فیلم بعدی پیکسار پس از زندگی یک حشره باشد و در اوایل سال ۱۹۹۹، به ویژه حدود ۴ ژوئن، منتشر شود. با این حال، این ایده به نفع داستان اسباب‌بازی ۲ کنار گذاشته شد. بعداً، تولید فیلم با تغییرات عمده در فیلم‌نامه از سر گرفته شد، از جمله دادن نقش‌های بزرگ‌تر به شخصیت‌هایی مانند ماتر، داک و چند شخصیت دیگر.
جان لستر اظهار داشت که الهام‌بخش داستان این فیلم پس از یک سفر جاده‌ای بین‌شهری که در سال ۲۰۰۰ با همسر و پنج پسرش داشت، شکل گرفت. پس از بازگشت به استودیو از تعطیلات، او با مایکل والیس، مورخ جاده ۶۶، تماس گرفت. والیس سپس یازده پویانمای پیکسار را با کادیلاک‌های سفید اجاره‌ای در دو سفر جاده‌ای متفاوت در طول جاده برای تحقیق و پژوهش فیلم راهنمایی کرد. در سال ۲۰۰۱، عنوان کاری فیلم جاده ۶۶ (برگرفته از جاده ۶۶ ایالات متحده) بود، اما این عنوان به ماشین‌ها تغییر یافت تا از سردرگمی با مجموعه تلویزیونی دهه ۱۹۶۰ با همین نام جلوگیری شود. علاوه بر این، شماره مسابقه لایتنینگ مک‌کوئین در ابتدا قرار بود ۵۷ باشد (اشاره به سال ۱۹۵۷، سال تولد لستر)، اما به ۹۵ تغییر یافت (اشاره به سال ۱۹۹۵، سال انتشار اولین فیلم بلند پیکسار، داستان اسباب‌بازی).
در سال ۲۰۰۶، لستر درباره الهامات ساخت این فیلم صحبت کرد و گفت: «من همیشه عاشق ماشین‌ها بوده‌ام. از یک سو، خون دیزنی در رگ‌های من است و از سوی دیگر، روغن موتور. ایده ترکیب این دو علاقه بزرگ زندگی‌ام – ماشین‌ها و پویانمایی – غیرقابل مقاومت بود. وقتی جو (رنفت) و من اولین بار در سال ۱۹۹۸ در مورد این فیلم صحبت کردیم، می‌دانستیم که می‌خواهیم چیزی با شخصیت‌های ماشین بسازیم. تقریباً در همان زمان، مستندی به نام 'بزرگراه‌های تقسیم‌شده' را تماشا کردیم که به بزرگراه‌های بین ایالتی و تأثیر آن‌ها بر شهرهای کوچک در طول مسیر می‌پرداخت. ما به شدت تحت تأثیر آن قرار گرفتیم و شروع به فکر کردن در مورد این موضوع کردیم که در این شهرهای کوچکی که دور زده شدند، چه اتفاقی افتاده است. این زمانی بود که ما واقعاً شروع به تحقیق درباره جاده ۶۶ کردیم، اما هنوز دقیقاً نمی‌دانستیم داستان فیلم چه خواهد بود. من در کودکی وقتی برای دیدن خانواده‌ام به سنت لوئیس می‌رفتیم، با خانواده‌ام در آن بزرگراه سفر می‌کردم.»
سال‌ها بعد، در سال ۲۰۱۳، کلوبین گفت که این فیلم هم بهترین و هم تلخ‌ترین تجربه او بوده است. او قبل از اکران فیلم اخراج شد و همچنین احساس می‌کند که لستر او را از داستان چگونگی ساخت فیلم حذف کرده است.

### پویانمایی

یک فریم رندر شده از مراحل توسعه فیلم

لستر برای طراحی خود خودروها، از استودیوهای طراحی سه خودروساز بزرگ دیترویت بازدید کرد، به ویژه از جی مِیز در شرکت فورد موتور. لستر در آنجا چگونگی طراحی خودروهای واقعی را آموخت. در سال ۲۰۰۶، لستر درباره تلاش‌هایشان برای ساخت پویانمایی‌ای باورپذیر صحبت کرد: «ماه‌ها آزمون و خطا و تمرین پویانمایی‌های آزمایشی طول کشید تا بفهمیم هر خودرو چگونه حرکت می‌کند و دنیای آن‌ها چگونه کار می‌کند. پویانماهای ناظر ما، داگ سوئیت‌لند و اسکات کلارک، و کارگردانان پویانمایی، بابی پودستا و جیمز فورد مورفی، کار فوق‌العاده‌ای با تیم پویانمایی انجام دادند تا حرکات منحصر به فرد هر شخصیت را بر اساس سن و نوع خودرویش تعیین کنند. برخی خودروها شبیه خودروهای اسپورت هستند و سیستم تعلیق بسیار سفت‌تری دارند. برخی دیگر خودروهای قدیمی دهه ۵۰ هستند که بسیار شل‌ترند و جنب و جوش بیشتری دارند. ما می‌خواستیم این اصالت را در کار بگنجانیم، اما همچنین مطمئن شویم که هر خودرو شخصیتی منحصر به فرد دارد. همچنین می‌خواستیم هر پویانما بتواند بخشی از خودش را در شخصیت قرار دهد و سبک خاص خود را به آن ببخشد. هر روز در جلسات روزانه، بسیار سرگرم‌کننده بود، زیرا چیزهایی را می‌دیدیم که هرگز در زندگی‌مان ندیده بودیم. دنیای ماشین‌ها به شکلی باورکردنی و غیرمنتظره جان گرفت.»
برخلاف بیشتر خودروهای انسان‌واره، چشمان خودروها در این فیلم روی شیشه جلو قرار گرفتند (شبیه به کامیون‌های سخنگوی تانکا، شخصیت‌های پویانمایی کوتاه خانواده یک تاکسی اثر تکس اوری و پویانمایی سوزی ماشین کوپه آبی کوچک از دیزنی)، به جای اینکه درون چراغ‌های جلو باشند. به گفته باب پاولی، طراح تولید: «از همان ابتدای این پروژه، جان لستر در ذهن داشت که چشم‌ها را روی شیشه جلو قرار دهد. از یک طرف، این کار شخصیت‌های ما را از رویکرد رایج‌تر که در آن چشم‌های کارتونی کوچکی در چراغ‌های جلو قرار دارند، جدا می‌کند. از طرف دیگر، او فکر می‌کرد که داشتن چشم‌ها نزدیک دهان در قسمت جلویی خودرو بیشتر شبیه یک مار به نظر می‌رسد. با قرار گرفتن چشم‌ها در شیشه جلو، نقطه دید انسانی‌تر است و باعث می‌شود احساس کنیم تمام خودرو می‌تواند در پویانمایی شخصیت نقش داشته باشد.» این تصمیم به طنز توسط وبلاگ خودرویی جالوپنیک مورد انتقاد قرار گرفت.
در سال ۲۰۰۶، اسکات کلارک، پویانمای ناظر فیلم، درباره چالش‌های پویانمایی شخصیت‌های خودرویی صحبت کرد و گفت: «گرفتن طیف کاملی از عملکرد و احساسات از این شخصیت‌ها و در عین حال حفظ ظاهر خودرویی آن‌ها، وظیفه‌ای دشوار بود، اما این همان چیزی است که پویانمایی بهترین کار را در آن انجام می‌دهد. شما از تخیل خود استفاده می‌کنید و حرکات و اشارات را با طراحی هماهنگ می‌کنید. شخصیت‌های خودرویی ما شاید دست و پا نداشته باشند، اما می‌توانیم لاستیک‌ها را به داخل یا خارج خم کنیم تا باز شدن یا بسته شدن دست‌ها را نشان دهیم. می‌توانیم از فرمان برای اشاره به جهتی خاص استفاده کنیم. ما همچنین یک پلک و ابروی ویژه برای شیشه جلو طراحی کردیم که به ما امکان می‌دهد حالت‌های چهره‌ای را که خودروها ندارند، منتقل کنیم.» داگ سوئیت‌لند، که او نیز به عنوان پویانمای ناظر خدمت می‌کرد، در مورد چالش‌ها گفت: «برای تفسیر مدل‌های ماشین‌ها، نوع متفاوتی از پویانما لازم بود تا بتواند آن‌ها را به درستی تفسیر کند، نسبت به آنچه برای تفسیر مدل‌هایی مانند شگفت‌انگیزان لازم بود. در شگفت‌انگیزان، پویانما می‌توانست با فیلم‌برداری از خود و تماشای فیلم، مرجع برای شخصیت‌ها به دست آورد. اما در مورد ماشین‌ها، کاملاً از هر گونه مرجع فاصله می‌گیرد. بله، آن‌ها ماشین هستند، اما هیچ ماشینی نمی‌تواند کاری را که شخصیت‌های ما انجام می‌دهند، انجام دهد. این یک فانتزی محض است. برای اینکه آن‌ها درست به نظر برسند، آزمون و خطاهای زیادی لازم بود.»
لستر همچنین توضیح داد که فیلم با طراحی‌های مدادی و کاغذی آغاز شد و گفت: «وفاداری به مواد. تیم تولید، از طراحی‌های اولیه مدادی و کاغذی توسط طراح تولید باب پاولی شروع کرده و در مراحل مدل‌سازی، مفصل‌بندی، سایه‌زنی شخصیت‌ها و در نهایت پویانمایی، سخت تلاش کرد تا شخصیت‌های خودرویی به ریشه‌های خود وفادار بمانند.» جی وارد، مدیر بخش شخصیت‌ها نیز توضیح داد که آن‌ها چگونه می‌خواستند خودروها تا حد امکان واقع‌گرایانه به نظر برسند و گفت: «جان نمی‌خواست ماشین‌ها شبیه خمیر یا نرم به نظر برسند. او بر وفاداری به مواد اصرار داشت. این برای او بسیار مهم بود. او به ما گفت که فولاد باید شبیه فولاد حس شود. شیشه باید شبیه شیشه حس شود. این ماشین‌ها باید سنگین به نظر برسند. وزن آن‌ها سه یا چهار هزار پوند است. وقتی حرکت می‌کنند، باید این حس را داشته باشند. آن‌ها نباید سبک یا بیش از حد فنری به نظر برسند تا جایی که مخاطب آن‌ها را اسباب‌بازی‌های لاستیکی ببیند.» به گفته جیمز فورد مورفی، کارگردان پویانمایی: «در ابتدا، مدل‌های خودرو به گونه‌ای ساخته شده بودند که اساساً می‌توانستند هر کاری انجام دهند. جان دائماً به ما یادآوری می‌کرد که این شخصیت‌ها از فلز ساخته شده‌اند و چندین هزار پوند وزن دارند. آن‌ها نمی‌توانند کشیده شوند. او مثال‌هایی از پویانمایی‌های بسیار آزاد را به ما نشان داد تا توضیح دهد چه کارهایی را نباید انجام دهیم.»
توماس جردن، ناظر سایه‌زنی شخصیت‌ها در فیلم، توضیح داد که کروم و رنگ خودرو دو چالش اصلی در ساخت فیلم بودند: «کروم و رنگ خودرو دو چالش اصلی ما در این فیلم بودند. ما با یادگیری هر چه بیشتر در این زمینه شروع کردیم. در یک تعمیرگاه محلی، نحوه رنگ کردن یک خودرو را تماشا کردیم و نحوه ترکیب رنگ و اعمال پوشش‌های مختلف را دیدیم. سعی کردیم اجزای رنگ واقعی را تجزیه و تحلیل کرده و آن را در رایانه بازسازی کنیم. متوجه شدیم که به یک رنگ پایه نیاز داریم که رنگ اصلی از آن می‌آید، و یک لایه براق که بازتاب را فراهم می‌کند. سپس توانستیم مواردی مانند پولک‌های فلزی را اضافه کنیم تا درخشندگی براق‌تری به آن بدهیم، یک کیفیت صدفی که ممکن است بسته به زاویه، رنگ را تغییر دهد، و حتی یک لایه خط‌کشی ظریف برای شخصیت‌هایی مانند رامون.» ابن آستبی، ناظر فنی فیلم، توضیح داد که بزرگترین چالش برای تیم فنی، ایجاد سطوح فلزی و رنگ‌شده شخصیت‌های خودرویی و بازتاب‌هایی بود که این سطوح ایجاد می‌کنند: «با توجه به اینکه ستارگان فیلم ما از فلز ساخته شده بودند، جان واقعاً تمایل داشت بازتاب‌های واقع‌گرایانه و نورپردازی زیباتری را ببیند که در هیچ یک از فیلم‌های قبلی ما ندیده بودیم. در گذشته، ما بیشتر از نقشه‌های محیطی و سایر فناوری‌های مبتنی بر مات برای تقلب در بازتاب‌ها استفاده می‌کردیم، اما برای ماشین‌ها، قابلیت رهگیری پرتو را به رندرمن موجود خود اضافه کردیم تا سطح کیفیت پیکسار را بالا ببریم.»
جسیکا مک‌مک‌کین، مسئول رندرینگ فیلم، درباره استفاده از رهگیری پرتو در فیلم توضیح داد: «علاوه بر ایجاد بازتاب‌های دقیق، ما از رهگیری پرتو برای دستیابی به جلوه‌های دیگر نیز استفاده کردیم. ما توانستیم از این روش برای ایجاد سایه‌های دقیق استفاده کنیم، مثلاً زمانی که چندین منبع نور وجود دارد و می‌خواهید لبه‌های سایه‌ها نرم و محو باشند. یا انسداد، که به معنای عدم وجود نور محیطی بین دو سطح است، مانند چین‌خوردگی در یک پیراهن. کاربرد چهارم، تابش است. به عنوان مثال، اگر یک تکه کاغذ قرمز را به دیوار سفید بچسبانید، نور توسط کاغذ رنگی می‌شود و یک درخشش قرمز روی دیوار ایجاد می‌کند.» تیم میلی‌رون، ناظر شخصیت‌ها، توضیح داد که این فیلم از یک سیستم قفل زمین استفاده می‌کند که خودروها را محکم روی جاده نگه می‌داشت: «سیستم قفل زمین یکی از چیزهایی است که من در این فیلم به آن افتخار می‌کنم. در گذشته، شخصیت‌ها هرگز از محیط خود به هیچ وجه آگاه نبودند. اگر می‌خواستید چنین چیزی اتفاق بیفتد، نیاز به یک مرحله شبیه‌سازی بود. در ماشین‌ها، این سیستم در خود مدل‌ها ساخته شده است، و با حرکت دادن خودرو، وسیله نقلیه به زمین می‌چسبد. این یکی از آن کارهایی بود که ما در پیکسار می‌دانستیم که باید انجام شود، اما هیچ ایده‌ای برای چگونگی انجام آن نداشتیم.»
لیزا فورسل، مدیر فنی، توضیح داد که برای افزایش غنا و زیبایی مناظر بیابانی اطراف رادیاتور اسپرینگز، فیلم‌سازان یک بخش اختصاصی برای نقاشی‌های مات دیجیتال و زمینه‌های آسمان ایجاد کردند: «نقاشی‌های مات دیجیتال راهی برای دستیابی به پیچیدگی بصری زیاد هستند، بدون اینکه لزوماً مجبور باشیم هندسه پیچیده بسازیم و شیدرهای پیچیده بنویسیم. ما زمان زیادی را صرف کار روی ابرها و شکل‌گیری‌های مختلف آن‌ها کردیم. آن‌ها معمولاً در چندین لایه قرار دارند و نسبت به یکدیگر حرکت می‌کنند. ابرها در واقع کمی شخصیت و ویژگی دارند. این ایده وجود داشت که همانطور که انسان‌ها خود را در ابرها می‌بینند، ماشین‌ها نیز ابرهایی به شکل خودروهای مختلف می‌بینند. این موضوع ظریف است، اما قطعاً برخی از آن‌ها به شکل یک سدان هستند. و اگر با دقت نگاه کنید، برخی از آن‌ها را خواهید دید که شبیه رد لاستیک هستند. این واقعیت که اینقدر به آسمان‌ها توجه شده است، نشان‌دهنده سطح بصری فیلم است. آیا نکته داستانی خاصی دارد؟ نه چندان. هیچ پیکسلی روی صفحه نمایش وجود ندارد که مورد بررسی و دقت فوق‌العاده‌ای قرار نگرفته باشد. هیچ چیز بی‌اهمیت و سرسری نیست.»
رایانه‌های مورد استفاده در ساخت این فیلم، چهار برابر سریع‌تر از رایانه‌های به کار رفته در شگفت‌انگیزان و ۱۰۰۰ برابر سریع‌تر از رایانه‌های استفاده شده در داستان اسباب‌بازی بودند. برای ساخت خودروها، پویانماها از پلتفرم‌های رایانه‌ای مشابهی استفاده کردند که در طراحی خودروهای واقعی به کار می‌روند.

## موسیقی متن
موسیقی متن ماشین‌ها در ۶ ژوئن ۲۰۰۶ توسط والت دیزنی رکوردز منتشر شد. از مجموع بیست آهنگ این آلبوم، نه قطعه توسط هنرمندان محبوب اجرا شده‌اند، در حالی که یازده قطعه باقی‌مانده، موسیقی متن اصلی ساخته رندی نیومن هستند. این آلبوم شامل دو نسخه از استاندارد جاز کلاسیک «جاده ۶۶» اثر بابی تروپ (که توسط نت کینگ کول به شهرت رسید) است؛ یکی توسط چاک بری و یک نسخه جدید که به طور خاص برای تیتراژ پایانی فیلم توسط جان میر اجرا شده است. برد پیزلی نیز دو قطعه از نه قطعه موجود در آلبوم را اجرا کرده است که یکی از آن‌ها آهنگ «خودت را پیدا کن» است که برای تیتراژ پایانی استفاده شد.

## انتشار
قرار بود ماشین‌ها در ابتدا در ۴ نوامبر ۲۰۰۵ اکران شود، اما در ۷ دسامبر ۲۰۰۴، تاریخ اکران آن به ۹ ژوئن ۲۰۰۶ منتقل شد. تحلیلگران این تغییر تاریخ اکران را به عنوان نشانه‌ای از پیکسار تعبیر کردند که آن‌ها در حال آماده شدن برای پایان قریب‌الوقوع قرارداد توزیع با دیزنی هستند، یا با آماده‌سازی محتوای غیردیزنی برای ارائه به استودیوهای دیگر، یا با خرید زمان برای دیدن وضعیت مایکل آیسنر در دیزنی. زمانی که استیو جابز، مدیر اجرایی پیکسار، خبر تغییر تاریخ اکران را اعلام کرد، اظهار داشت که دلیل آن تمایل به قرار دادن تمام فیلم‌های پیکسار در برنامه اکران تابستانی و انجام فروش دی‌وی‌دی‌ها در طول فصل خرید تعطیلات بوده است.

### رسانه خانگی
ماشین‌ها در ۷ نوامبر ۲۰۰۶ در ایالات متحده و کانادا بر روی دی‌وی‌دی منتشر شد. این انتشار شامل دو نسخه بود: یکی با نسبت تصویر اصلی سینمایی ۲.۳۹:۱ آنافورمیک وایداسکرین و دیگری یک نسخه تمام‌صفحه ۱.۳۳:۱. این دی‌وی‌دی در ۲۵ اکتبر ۲۰۰۶ در استرالیا و نیوزلند و در ۲۷ نوامبر ۲۰۰۶ در بریتانیا نیز عرضه شد. این نسخه دی‌وی‌دی شامل محتوای انحصاری از جمله فیلم کوتاه ماتر و روح، فیلم کوتاه سینمایی گروه موسیقی یک‌نفره، و یک مستند ۱۶ دقیقه‌ای درباره فیلم با عنوان الهام‌بخش ماشین‌ها با حضور کارگردان جان لستر بود. این نسخه که دارای گواهی تی‌ان‌ایکس نیز بود، یک ایستر اگ در منوی اصلی داشت که یک کلیپ ۴۵ ثانیه‌ای از نسخه ماشین‌ها از پویانمایی کوتاه باندین را نشان می‌داد. یک نسخه وی‌اچ‌اس نیز در ۱۹ فوریه ۲۰۰۷ برای اعضای باشگاه ویدئوی خانگی دیزنی منتشر شد.
بر اساس اعلام شرکت والت دیزنی، پنج میلیون نسخه از دی‌وی‌دی در دو روز اول عرضه به فروش رفت. در هفته اول، ۶,۲۵۰,۸۵۶ واحد و در مجموع ۱۵,۳۷۰,۷۹۱ واحد به فروش رسید (۲۴۶,۱۹۸,۸۵۹ دلار). برخلاف نسخه‌های دی‌وی‌دی قبلی پیکسار، هیچ نسخه ویژه دو دیسکه برای این فیلم منتشر نشد و برنامه‌ای هم برای انتشار آن در آینده وجود نداشت. به گفته سارا مایر، مدیر تولید دی‌وی‌دی در پیکسار، جان لستر و پیکسار مشغول تولیداتی مانند راتاتویی بودند.
در ایالات متحده و کانادا، با خرید فیلم در فروشگاه‌های وال‌مارت و تارگت، دیسک‌های پاداش ویژه‌ای نیز در دسترس بودند. در وال‌مارت دیسک دی‌وی‌دی پاداش Geared-Up بر موسیقی فیلم تمرکز داشت. این دیسک شامل موزیک ویدئوی آهنگ «زندگی یک بزرگراه است»، مراحل ساخت «زندگی یک بزرگراه است»، ماشین‌ها: مراحل ساخت موسیقی، و زیر کاپوت بود که ابتدا در کانال کابلی ای‌بی‌سی فمیلی پخش شده بود. در تارگت دیسک دی‌وی‌دی پاداش Rev'd Up که عمدتاً شامل مطالبی بود که قبلاً به عنوان بخشی از پادکست رسمی ماشین‌ها منتشر شده بود و بر الهام و تولید فیلم تمرکز داشت.
ماشین‌ها همچنین در ۶ نوامبر ۲۰۰۷، یک سال پس از انتشار دی‌وی‌دی، بر روی دیسک بلوری منتشر شد. این فیلم اولین فیلم پیکسار بود که بر روی بلوری منتشر می‌شد (همراه با راتاتویی و مجموعه فیلم‌های کوتاه پیکسار، جلد ۱)، و در آوریل ۲۰۱۱، این فیلم مجدداً به صورت بسته‌بندی ترکیبی دیسک بلوری و دی‌وی‌دی و همچنین نسخه فقط دی‌وی‌دی منتشر شد. این فیلم برای اولین بار در ۲۹ اکتبر ۲۰۱۳ به صورت سه‌بعدی و به عنوان بخشی از مجموعه ماشین‌ها: نسخه نهایی کلکسیونر منتشر شد که شامل نسخه‌های بلوری، بلوری سه‌بعدی و دی‌وی‌دی بود. در سال ۲۰۱۹، ماشین‌ها بر روی فورکی اولترا اچ‌دی بلوری نیز عرضه شد.

## بازخورد

### گیشه
ماشین‌ها در هفته افتتاحیه خود، ۶۰٫۱ میلیون دلار از ۳,۹۸۵ سینما در ایالات متحده کسب کرد و در جایگاه شماره یک گیشه قرار گرفت و فیلم‌هایی مانند جدایی، مردان ایکس: آخرین ایستادگی و طالع نحس را پشت سر گذاشت. به مدت سه سال، این فیلم رکورد بالاترین فروش افتتاحیه برای هر فیلم با محوریت خودرو را در اختیار داشت تا اینکه در سال ۲۰۰۹ توسط سریع و خشمگین پیشی گرفت. در ایالات متحده، این فیلم به مدت دو هفته در صدر جدول باقی ماند تا اینکه توسط کلیک و سپس در آخر هفته بعد توسط بازگشت سوپرمن پشت سر گذاشته شد. فیلم سپس در دومین آخر هفته خود ۳۳٫۷ میلیون دلار فروش داشت و با فیلم‌هایی مانند سریع و خشمگین: توکیو دریفت، ناچوی قهرمان و خانه‌ای روی برکه رقابت کرد. تا ژوئیه ۲۰۰۶، این فیلم به مرز ۲۰۰ میلیون دلار نزدیک شد و پس از مردان ایکس: آخرین ایستادگی و رمز داوینچی، به سومین فیلم سال تبدیل شد که به این رقم دست می‌یابد. در نهایت، فروش جهانی این فیلم به ۴۶۲ میلیون دلار و فروش آن در ایالات متحده به ۲۴۴ میلیون دلار رسید. ماشین‌ها دومین فیلم پویانمایی پرفروش سال ۲۰۰۶ بود، پس از عصر یخبندان: ذوب.
در بریتانیا، ماشین‌ها موفق شد دزدان دریایی کارائیب: صندوقچه مرد مرده را شکست دهد و جایگاه شماره یک را به خود اختصاص دهد و در آخر هفته افتتاحیه خود ۳٫۴ میلیون دلار کسب کند. در دومین آخر هفته، این فیلم توسط میامی وایس پشت سر گذاشته شد، اما همچنان ۲٫۳ میلیون دلار فروش داشت. سپس، فیلم در سومین آخر هفته خود با فروش ۱٫۳ میلیون دلار، جایگاه اول را دوباره به دست آورد و در این فرآیند از فیلم‌های تازه اکران شده خانه هیولا و ناچوی قهرمان پیشی گرفت.

### بازخورد منتقدان
در راتن تومیتوز، ماشین‌ها بر اساس ۱۹۸ نقد، امتیاز تأیید ۷۴٪ و میانگین امتیاز ۶٫۹/۱۰ را کسب کرده است. اجماع منتقدان این وب‌سایت بیان می‌کند: «ماشین‌ها جلوه‌های بصری خیره‌کننده‌ای ارائه می‌دهد که بیش از کمبودهای داستانی آن را جبران می‌کند و در مجموع، یک سرگرمی رضایت‌بخش برای بینندگان جوان‌تر است.» در متاکریتیک، این فیلم بر اساس ۳۹ نقد منتقد، امتیاز ۷۳ از ۱۰۰ را دریافت کرده است که نشان‌دهنده نقدهای «عموماً مطلوب» است. تماشاگرانی که توسط سینماسکور نظرسنجی شدند، به فیلم میانگین نمره «A» در مقیاس A+ تا F دادند.
ویلیام آرنولد از سیاتل پست-اینتلیجنسر آن را «یکی از تخیلی‌ترین و کاملاً جذاب‌ترین فیلم‌های پیکسار تا به حال» ستود. لیسا شوارتزبام از انترتینمنت ویکلی آن را «اثری هنری آمریکایی به همان اندازه کلاسیک و مدرن» نامید. راجر ایبرت از شیکاگو سان-تایمز به فیلم سه ستاره از چهار ستاره داد و گفت که «داستانی درخشان و شاد را روایت می‌کند، و سپس کمی عمق در اطراف خود پنهان کرده است. در این مورد، این عمق حس فقدان است.» پیتر ترورز از رولینگ استون به فیلم سه و نیم ستاره از چهار ستاره داد و گفت: «با مقدار زیادی طنز، اکشن، درام صمیمانه و شاهکارهای فنی شگفت‌انگیز، ماشین‌ها یک لذت پرانرژی برای سینماروها در تمام سنین است.» ریچارد کورلیس از تایم نقد مثبتی به فیلم داد و گفت: «این مدل جدید ماشین‌ها که هم در حال و هوای پرسرعت امروز و هم در دهه ۵۰ آرام‌تر وجود دارد، و بین سبک پیکسار و قلب قدیمی دیزنی در نوسان است، یک کلاسیک فوری است.» برایان لوری از ورایتی نقد منفی به فیلم ارائه داد و گفت: «با وجود اینکه نمایانگر یک دستاورد فنی چشمگیر دیگر است، اما از نظر بصری کم‌جذاب‌ترین فیلم از مجموعه آثار پویانمایی رایانه‌ای این استودیو است، و – در یک طنز تلخ برای داستانی درباره مسابقات اتومبیل‌رانی – به آرامی در قسمت میانی تقریباً خشک خود پیش می‌رود.» رابرت ویلونسکی از ویلج ویس نقد مثبتی به فیلم داد و گفت: «چیزی که در نهایت ماشین‌ها را از تبدیل شدن به یک لیموی کامل نجات می‌دهد، روح آن است. لستر این اشیاء بی‌جان متحرک را چنان دوست دارد که انگار از خویشاوندانش هستند، و این در هر فریم زیبایی‌اش مشهود است.» الا تیلور از هفته‌نامه لس آنجلس نقد مثبتی به فیلم داد و گفت: «ماشین‌ها با نشاط، پویانمایی پیشرفته را به یک روایت عامیانه پیوند می‌زند که دوستی، اجتماع و بی‌اعتمادی لادیسم به فناوری پیشرفته را ترویج می‌کند.»
جین سیمور از نیوزدی به فیلم سه ستاره از چهار ستاره داد و گفت: «و به عنوان یک پرواز پاپ، تماشای ماشین‌ها زیباست، حتی زمانی که در حال چرخش، دریفت و گاهی اوقات به نظر می‌رسد که فقط در هوا معلق است.» کالین کاورت از استار تریبون نقد مثبتی به فیلم ارائه داد و گفت: «این فیلم هر آنچه که پیکسار را مترادف با برتری در پویانمایی کرده است – شخصیت‌های قوی، ریتم دقیق، انتخاب صدای مناسب، حس گرم طنز و جلوه‌های بصری که خالص و لذت‌بخش هستند – را به مرحله بعدی می‌برد.» کنت توران از لس آنجلس تایمز به فیلم چهار ستاره از پنج ستاره داد و گفت: «چیزی که در مورد این فیلم فوق‌العاده جذاب غافلگیرکننده است، منبع جذابیت آن است: این فیلم قلب دارد.» استیون هانتر از واشینگتن پست نقد مثبتی به فیلم داد و گفت: «این جدیدترین ساخته نوابغ پیکسار است، احتمالاً خلاق‌ترین فروشگاه تصویرسازی رایانه‌ای – و فیلم بسیار سرگرم‌کننده است، البته کمی پایین‌تر از سطح اولین داستان اسباب‌بازی.» جسیکا ریوز از شیکاگو تریبون به فیلم دو و نیم ستاره از چهار ستاره داد و گفت: «در حالی که از نظر فنی فیلمی بی‌نقص است، اما لحن آن بیش از حد هیجانی، شخصیت‌هایش بیش از حد خسته و در نهایت، داستانش بیش از حد تهی است تا انتظارات را برآورده کند.» جیمز براردینلی از ریل‌ویوز به فیلم سه ستاره از چهار ستاره داد و اظهار داشت: «در حالی که ماشین‌ها ممکن است از هر فیلم پویانمایی دیگری در سال ۲۰۰۶ جلوتر از خط پایان عبور کند، اما چندین دور از خواهرخوانده‌های پیکساری خود عقب‌تر است.» لیسا کندی از دنور پست به فیلم سه ستاره از چهار ستاره داد و گفت: «ماشین‌ها گاهی اوقات درجا می‌زند. و تا دورهای پایانی فیلم، کشش احساسی را که از تیم‌های داستان اسباب‌بازی و نمو انتظار داریم، به دست نمی‌آورد.» ایمی بیانکولی از هیوستون کرونیکل به فیلم سه ستاره از چهار ستاره داد و گفت: «با بی‌خیالی پیش می‌رود و در مسیر خود لبخندهای بزرگی را به ارمغان می‌آورد.»
کلودیا پویگ از یواس‌ای تودی نقد مثبتی به فیلم ارائه داد و گفت: «پویانمایی به طرز خیره‌کننده‌ای رندر شده است. اما داستان همیشه عنصر حیاتی در فیلم‌های پیکسار است، و داستان ماشین‌ها صمیمانه و با اخلاقی روشن و بی‌پرده است.» دیوید ادلستاین از مجله نیویورک نقد مثبتی به فیلم داد و گفت: «مانند فیلم‌های داستان اسباب‌بازی، ماشین‌ها یک درخواست هنرمندانه و پیشرفته از طرف فناوری‌های قدیمی و سالم دهه پنجاه است، با کمی چاشنی ذن به سبک جرج لوکاس.» موئیرا مک‌دونالد از سیاتل تایمز به فیلم سه و نیم ستاره از چهار ستاره داد و گفت: «اگرچه ایده اصلی نوستالژی برای زندگی آرام‌تر و کوچک‌شهری ممکن است برای مخاطبان جوان این فیلم گنگ باشد – ماشین‌ها مسیری دلپذیر و اغلب درخشان را پیدا می‌کند.» میک لاسال از سان فرانسیسکو کرونیکل به فیلم دو ستاره از پنج ستاره داد و گفت: «ماشین‌ها ممکن است ما را به عنوان یک ترفند وارد دنیای ماشین‌ها کند، اما ما را به عنوان یک حالت ذهنی وارد دنیای ماشین‌ها نمی‌کند. بنابراین، پویانمایی به جای اینکه بیانی از حقیقت عمیق‌تر فیلم به نظر برسد، به مانعی در برابر آن تبدیل می‌شود.» درک آدامز از تایم اوت نقد مثبتی به فیلم داد و گفت: «صحنه‌های درخشان بسیار دیگری وجود دارد، برخی به همان اندازه خنده‌دار هستند، اما به همان اندازه نیز مواقعی وجود دارد که احساس می‌کنید فیلم برای روشن کردن تمام سیلندرهایش در حال تلاش است. با این حال، این یک فیلم پیکسار است، درست است؟ و آن‌ها همیشه ارزش تماشا را دارند، مهم نیست که چه کسی چه می‌گوید.»

### تمجیدات
ماشین‌ها در فصل جوایز سال ۲۰۰۶، نمایش بسیار موفقی داشت. بسیاری از انجمن‌های منتقدان فیلم مانند انجمن منتقدان فیلم پخش‌کننده و هیئت ملی بازبینی، این فیلم را بهترین پویانمایی بلند سال ۲۰۰۶ نامیدند. ماشین‌ها همچنین عنوان بهترین پویانمایی بلند با بیشترین نقد مثبت سال ۲۰۰۶ را از راتن تومیتوز دریافت کرد. رندی نیومن و جیمز تیلور برای آهنگ «شهر ما»، جایزه گرمی را دریافت کردند. این آهنگ بعداً نامزد جایزه اسکار بهترین ترانه شد (اما این جایزه را به آهنگ «من نیاز دارم که بیدار شوم» از فیلم یک حقیقت ناراحت‌کننده واگذار کرد). این فیلم همچنین نامزد جایزه اسکار بهترین فیلم پویانمایی در کنار خانه هیولا شد، اما هر دو فیلم این جایزه را به خوش‌قدم باختند. این فیلم همچنین به عنوان فیلم خانوادگی محبوب در سی و سومین دوره جوایز منتخب مردم انتخاب شد. معتبرترین جایزه‌ای که ماشین‌ها دریافت کرد، اولین جایزه گلدن گلوب بهترین فیلم بلند پویانمایی بود. ماشین‌ها همچنین بالاترین جایزه پویانمایی در سال ۲۰۰۶، یعنی جایزه آنی بهترین پویانمایی بلند را نیز از آن خود کرد. در سال ۲۰۰۸، انستیتوی فیلم آمریکا این فیلم را برای فهرست ۱۰ فیلم پویانمایی برتر خود نامزد کرد.

## بازی ویدئویی
یک بازی ویدئویی با همین نام، در ۶ ژوئن ۲۰۰۶ برای گیم بوی ادونس، مایکروسافت ویندوز، نینتندو دی‌اس، گیم‌کیوب، پلی‌استیشن ۲، پلی‌استیشن همراه و ایکس‌باکس منتشر شد. همچنین، این بازی در ۲۳ اکتبر ۲۰۰۶ برای ایکس‌باکس ۳۶۰ و ۱۶ نوامبر ۲۰۰۶ برای وی عرضه شد. مانند فیلم، بازی ویدئویی نیز عمدتاً نقدهای مثبتی دریافت کرد. گیم‌اسپات به نسخه‌های ایکس‌باکس ۳۶۰، وی و پلی‌استیشن ۲، امتیاز ۷ از ۱۰، به نسخه‌های گیم‌کیوب و ایکس‌باکس، ۷٫۶ از ۱۰، و به نسخه پی‌اس‌پی، ۷٫۴ از ۱۰ داد. متاکریتیک نیز به نسخه وی، ۶۵ از ۱۰۰، به نسخه دی‌اس، ۵۴ از ۱۰۰، به نسخه پی‌سی، ۷۳ از ۱۰۰، به نسخه پلی‌استیشن ۲، ۷۱ از ۱۰۰، و به نسخه پی‌اس‌پی، ۷۰ از ۱۰۰ امتیاز داد.

## فیلم‌های مشابه
مارکو اورلیو کاننیکو از فویا د س. پائولو، مجموعه فیلم‌های گرافیک رایانه‌ای برزیلی ماشین‌های کوچک، ساخته ویدئو برینکوئدو را تقلیدی از ماشین‌ها توصیف کرد. کاننیکو این موضوع را مطرح کرد که آیا پیکسار شکایتی قضایی ارائه خواهد داد یا خیر. وزارت فرهنگ برزیل نیز مقاله مارکوس اورلیو کاننیکو را در وبگاه خود منتشر کرد.
همچنین اشاره شده است که طرح داستانی ماشین‌ها شباهت زیادی به دکتر هالیوود، یک کمدی رمانتیک محصول ۱۹۹۱ دارد. در این فیلم، مایکل جی. فاکس در نقش یک پزشک جوان و جاه‌طلب بازی می‌کند که در نهایت، پس از ایجاد یک تصادف رانندگی در یک شهر کوچک و محکوم شدن به کار در بیمارستان شهر، قدر ارزش‌های شهر کوچک را می‌داند و عاشق یک دانشجوی حقوق محلی می‌شود. برخی حتی تا آنجا پیش رفته‌اند که گفته‌اند سازندگان ماشین‌ها فیلم‌نامه دکتر هالیوود را سرقت ادبی کرده‌اند.

## فرنچایز گسترش‌یافته

### دنباله‌ها
اولین دنباله، با عنوان ماشین‌ها ۲، در ۲۴ ژوئن ۲۰۱۱ اکران شد. این فیلم نیز به کارگردانی جان لستر ساخته شد که داستان آن را در حین سفرهای خود به سراسر جهان برای تبلیغ فیلم اول به ذهنش خطور کرده بود. در این دنباله، لایتنینگ مک‌کوئین و ماتر برای رقابت در جایزه بزرگ جهانی راهی ژاپن و اروپا می‌شوند، اما ماتر درگیر یک ماجرای جاسوسی بین‌المللی می‌شود.
دومین دنباله، با عنوان ماشین‌ها ۳، در ۱۶ ژوئن ۲۰۱۷ اکران شد. این فیلم به کارگردانی برایان فی، بر روی شخصیت لایتنینگ مک‌کوئین تمرکز دارد که اکنون یک مسابقه‌دهنده کهنه‌کار است. او پس از اینکه توسط نسل جدیدی از ماشین‌های مسابقه تحت‌الشعاع قرار می‌گیرد، از کروز رامیرز، یک کوپه جوان، کمک می‌گیرد تا او را برای جهان رو به رشد و پیشرفته‌تر مسابقات راهنمایی کند و رقیب جدیدش، جکسون استورم را شکست دهد.

### اسپین‌آف‌ها
یک فیلم بلند پویانمایی اسپین‌آف به نام هواپیماها، که توسط دیزنی‌تون استودیوز تولید شد، در ۹ اوت ۲۰۱۳ اکران شد. دنباله‌ای برای هواپیماها، با عنوان هواپیماها: حریق و نجات، در ۱۸ ژوئیه ۲۰۱۴ منتشر شد.

### مجموعه تلویزیونی
ماشین‌ها همچنین الهام‌بخش مجموعه‌ای از فیلم‌های کوتاه تلویزیونی با عنوان کارتون‌های ماشین‌ها شد که از ۲۷ اکتبر ۲۰۰۸ تا ۵ ژوئن ۲۰۱۲ (با عنوان قصه‌های بلند ماتر) و از ۲۲ مارس ۲۰۱۳ تا ۲۰ مه ۲۰۱۴ (با عنوان قصه‌هایی از رادیاتور اسپرینگز) پخش شد. یک مجموعه اینترنتی در دیزنی پلاس با عنوان ماشین‌ها در جاده، در ۸ سپتامبر ۲۰۲۲ به نمایش درآمد.